# Джомарт
Джомарт  (азерб. Comərd) — село в Кельбаджарском районе Азербайджана.

## История
В годы Российской империи село Джомарт находилось в Джеванширском уезде Елизаветпольской губернии.
По данным издания «Административное деление АССР», подготовленного в 1933 году Управлением народно-хозяйственного учёта АССР (АзНХУ), по состоянию на 1 января 1933 года населённый пункт Джомарт состоял в Кильсалинском сельсовете Кельбаджарского района Азербайджанской ССР. Население составляло 146 человек (30 хозяйств,  76 мужчин и 70 женщин). Национальный состав всего Кильсалинского сельсовета, включавшего также сёла Кильсали, Кушювасы, Наджафалылар на 100 % состоял из тюрков (азербайджанцев).
Согласно административно-территориальному делению непризнанной Нагорно-Карабахской Республики, под контролем которой село находилось в 1993-2020 годах, и до возвращения под контроль Азербайджана — входило в Шаумяновский район (НКР).

### XXI век
25 ноября 2020 года на основании трёхстороннего соглашения между Азербайджаном, Арменией и Россией от 10 ноября 2020 года Кельбаджарский район, в том числе и село Джомарт возвращён под контроль Азербайджана. В января 2021 года Минобороны Азербайджана распространило видеокадры из села.

## Достопримечательности
- Крепость Джомарт[6]

## Экономика
Основным занятием населения было сельское хозяйство, земледелие, скотоводство и животноводство.